# ああ人生に涙あり
- ナショナル劇場 > 水戸黄門 (パナソニック ドラマシアター) > ああ人生に涙あり
- パナソニック ドラマシアター > 水戸黄門 (パナソニック ドラマシアター) > ああ人生に涙あり

「ああ人生に涙あり」は、テレビ時代劇『水戸黄門』の主題歌。番組のオープニングでは基本的に曲名は出ておらず、単に「主題歌」と書かれているのみであるが、石坂浩二主演シリーズと武田鉄矢主演シリーズのみ曲名が表示されていた。

## 概要
作詞は山上路夫、作曲は木下忠司。
一部を除き1コーラス目を助三郎役、2コーラス目を格之進役、3コーラスまで歌う時は、3コーラス目は二人一緒に歌う。歌詞は3番までと思われがちであるが、作詞者もその存在を忘れていたと言う「幻の4番」と言われる歌詞も存在する。「幻の4番」を含む「ああ人生に涙あり」は、2005年1月21日にバードランドミュージックから発売された『水戸黄門』のサウンドトラック盤で初CD化された。ただし、この「幻の4番」は当初3番の歌詞として作詞されたものであり、現在3番とされている歌詞は本来4番であった。
歌詞は七五調であるため、「うれしいひなまつり」や「どんぐりころころ」「ギザギザハートの子守唄」といった、他の七五調の楽曲の歌詞と入れ替えて歌うことも可能である。特に「どんぐりころころ」の方は「どんぐり黄門」などと称されることがある。

## 伴奏の変遷
- 第1部 - 第17部
- 第18部 - 第28部
- 第29部 - 第32部及び1000回記念スペシャル
- 第30部 - 第41部及び2015年スペシャル
- 第42部第1話 - 第11話まで
- 第42部第12話 - 最終回スペシャルまで
- BS-TBS版 
  - 第1部 - 第17部 ハ短調
  - 第18部 - 第28部・BS-TBS版 ホ短調
  - 第29部 - 第32部及び1000回記念スペシャル・第42部第12話 - 最終回スペシャルまで ニ短調
  - 第30部 - 第41部及び2015年スペシャル 変ホ短調
  - 第42部第1話 - 第11話まで 嬰ハ短調

## 歴代歌手
| 部                                   | 回数                       | 歌唱者                           | 佐々木助三郎 役 | 渥美格之進 役 |
| ------------------------------------ | -------------------------- | -------------------------------- | --------------- | ------------- |
| 第1部                                | 32回                       | 初代 杉良太郎・横内正            | 杉良太郎        | 横内正        |
| 第2部                                | 33回                       | 初代 杉良太郎・横内正            | 杉良太郎        | 横内正        |
| 第3部                                | 28回                       | 初代 杉良太郎・横内正            | 里見浩太朗      | 横内正        |
| 第4部                                | 35回                       | 2代目 里見浩太朗・横内正         | 里見浩太朗      | 横内正        |
| 第5部                                | 26回                       | 2代目 里見浩太朗・横内正         | 里見浩太朗      | 横内正        |
| 第6部                                | 32回                       | 2代目 里見浩太朗・横内正         | 里見浩太朗      | 横内正        |
| 第7部                                | 34回                       | 2代目 里見浩太朗・横内正         | 里見浩太朗      | 横内正        |
| 第8部                                | 29回                       | 2代目 里見浩太朗・横内正         | 里見浩太朗      | 横内正        |
| 第9部                                | 27回                       | 3代目 里見浩太朗・大和田伸也     | 里見浩太朗      | 大和田伸也    |
| 放送開始10年記念映画 / 1回           |                            | 3代目 里見浩太朗・大和田伸也     | 里見浩太朗      | 大和田伸也    |
| 第10部                               | 26回                       | 3代目 里見浩太朗・大和田伸也     | 里見浩太朗      | 大和田伸也    |
| 第11部                               | 26回                       | 3代目 里見浩太朗・大和田伸也     | 里見浩太朗      | 大和田伸也    |
| 第12部                               | 27回                       | 3代目 里見浩太朗・大和田伸也     | 里見浩太朗      | 大和田伸也    |
| 第13部                               | 26回                       | 3代目 里見浩太朗・大和田伸也     | 里見浩太朗      | 大和田伸也    |
| 第14部                               | 37回                       | 4代目 里見浩太朗・伊吹吾朗       | 里見浩太朗      | 伊吹吾朗      |
| 第15部                               | 39回                       | 4代目 里見浩太朗・伊吹吾朗       | 里見浩太朗      | 伊吹吾朗      |
| 第16部                               | 39回                       | 4代目 里見浩太朗・伊吹吾朗       | 里見浩太朗      | 伊吹吾朗      |
| 第17部                               | 26回                       | 4代目 里見浩太朗・伊吹吾朗       | 里見浩太朗      | 伊吹吾朗      |
| 第18部                               | 33回                       | 5代目 あおい輝彦・伊吹吾朗       | あおい輝彦      | 伊吹吾朗      |
| 第19部                               | 29回                       | 5代目 あおい輝彦・伊吹吾朗       | あおい輝彦      | 伊吹吾朗      |
| 第20部                               | 48回                       | 5代目 あおい輝彦・伊吹吾朗       | あおい輝彦      | 伊吹吾朗      |
| 第21部                               | 32回                       | 5代目 あおい輝彦・伊吹吾朗       | あおい輝彦      | 伊吹吾朗      |
| 第22部                               | 36回                       | 5代目 あおい輝彦・伊吹吾朗       | あおい輝彦      | 伊吹吾朗      |
| 第23部                               | 40回                       | 5代目 あおい輝彦・伊吹吾朗       | あおい輝彦      | 伊吹吾朗      |
| 第24部                               | 37回                       | 5代目 あおい輝彦・伊吹吾朗       | あおい輝彦      | 伊吹吾朗      |
| 第25部                               | 43回                       | 5代目 あおい輝彦・伊吹吾朗       | あおい輝彦      | 伊吹吾朗      |
| 第26部                               | 26回                       | 5代目 あおい輝彦・伊吹吾朗       | あおい輝彦      | 伊吹吾朗      |
| 第27部                               | 30回                       | 5代目 あおい輝彦・伊吹吾朗       | あおい輝彦      | 伊吹吾朗      |
| 第28部                               | 34回                       | 5代目 あおい輝彦・伊吹吾朗       | あおい輝彦      | 伊吹吾朗      |
| 第29部                               | 25回                       | 6代目 G3K                        | 岸本祐二        | 山田純大      |
| 第30部                               | 25回                       | 7代目 橋幸夫、舟木一夫、西郷輝彦 | 岸本祐二        | 山田純大      |
| 第31部                               | 22回                       | 7代目 橋幸夫、舟木一夫、西郷輝彦 | 岸本祐二        | 山田純大      |
| 第32部                               | 17回                       | 7代目 橋幸夫、舟木一夫、西郷輝彦 | 原田龍二        | 合田雅吏      |
| 1000回記念スペシャル / 1回           | 1000回記念スペシャル / 1回 | 6代目 御三家                     | 原田龍二        | 合田雅吏      |
| 第33部                               | 22回                       | 8代目 原田龍二・合田雅吏         | 原田龍二        | 合田雅吏      |
| 第34部                               | 20回                       | 8代目 原田龍二・合田雅吏         | 原田龍二        | 合田雅吏      |
| 第35部                               | 20回                       | 8代目 原田龍二・合田雅吏         | 原田龍二        | 合田雅吏      |
| ナショナル劇場50周年スペシャル / 1回 |                            | 8代目 原田龍二・合田雅吏         | 原田龍二        | 合田雅吏      |
| 第36部                               | 20回                       | 8代目 原田龍二・合田雅吏         | 原田龍二        | 合田雅吏      |
| 第37部                               | 23回                       | 8代目 原田龍二・合田雅吏         | 原田龍二        | 合田雅吏      |
| 第38部                               | 24回                       | 8代目 原田龍二・合田雅吏         | 原田龍二        | 合田雅吏      |
| 第39部                               | 22回                       | 8代目 原田龍二・合田雅吏         | 原田龍二        | 合田雅吏      |
| 第40部                               | 20回                       | 8代目 原田龍二・合田雅吏         | 原田龍二        | 合田雅吏      |
| 第41部                               | 12回                       | 8代目 原田龍二・合田雅吏         | 原田龍二        | 合田雅吏      |
| 第42部                               | 21回                       | 9代目 東幹久・的場浩司           | 東幹久          | 的場浩司      |
| 第43部                               | 21回                       | 9代目 東幹久・的場浩司           | 東幹久          | 的場浩司      |
| 最終回スペシャル / 1回               |                            | 9代目 東幹久・的場浩司           | 東幹久          | 的場浩司      |
| 2015年スペシャル / 1回               | 2015年スペシャル / 1回     | 8代目 原田龍二・合田雅吏         | 原田龍二        | 合田雅吏      |
| BS-TBS版第1シリーズ 通算第44部       | 10回                       | 10代目 財木琢磨・荒井敦史        | 財木琢磨        | 荒井敦史      |
| BS-TBS版第2シリーズ 通算第45部       | 10回                       | 10代目 財木琢磨・荒井敦史        | 財木琢磨        | 荒井敦史      |

- 第1部 - 第27部・劇場版・第33部 - 第38部・BS-TBS版 1番2番
- 第28部 1番
- 第29部 - 第32部・第39部 - 最終回スペシャル・2015年スペシャル 1番3番
- 1000回記念スペシャル 1番2番3番

## 歴代歌手の説明・補足
- 杉・横内、里見・横内、里見・大和田、里見・伊吹時代
  - 第3部の歌い手が里見・横内ではなく杉・横内である理由は、里見・横内のレコーディングが第3部の放送開始に間に合わなかったためといわれている。
  - 里見・横内版は別アレンジで1973年にレコード化され（ユニオンレコード・US-782）、その後2度の価格改定時に「ベストカップリングシリーズ」として再発売（ユニオンレコード・UC-37）、再々発売（テイチクレコード・RE-3055）された。ジャケット裏面の歌詞カードはユニオンレコード盤は横書きだったが、テイチクレコードへのレーベル変更時に縦書きに改められていた。
  - その後シングルCD（8センチ及びマキシシングル）やシングルカセットでも度々再発売された。
  - 1978年の劇場版主題歌では前述の里見・横内レコード版の伴奏で出演の里見・大和田版で2コーラスで新たに収録されているが、レコードやCDで発売されていない。
  - 初代から4代目まではバックの演奏は同様のものを使用している。なお、里見、横内が歌っている部分は使い回しではなく、相方が代わるたびに共に録り直されている。
- あおい・伊吹時代
  - このバージョンはシングルCDで発売された。なお、歴代で最もキーが高い。
  - 第28部のオープニングはアバンタイトル後にオープニング・主題歌を1番のみ流す形になったが、新たに収録等はしておらず、第18部 - 第27部までの物の前奏・1番・間奏と間奏の後に後奏を付けた編集をした物を使用している。
- 御三家時代
  - 第29部からは三人の呼称名にちなみ出演した御三家の橋幸夫、舟木一夫、西郷輝彦になった。第29部と1000回スペシャルは三人一緒に歌っていたが、第30部 - 第32部は三人がソロで週替わりで歌った。第29部は、G3K名義であった。
  - 岸本祐二、山田純大は助三郎、格之進役の俳優として唯一、本曲を歌わなかった。
  - 橋幸夫が1人で歌っているバージョンだけは伴奏に微妙な違いがある上に、キーが若干高い。次の原田・合田版に使用されている伴奏は橋版と同じ。
  - 水戸光圀役が石坂浩二のシリーズ〜里見浩太朗主演で助三郎、格之進役の俳優が再び唄うまでの4シリーズのみ。
- 原田・合田時代 
  - 当初録音された音源は第33部のみで使用されており、第34部以降の音源は新たに録り直されたものである。なお、伴奏に変化はない。
  - 第38部までは1番2番であったが、第39部からは1番3番となった。
  - 2015年スペシャルは、独立のオープニングは無く、1番、3番をそれぞれ挿入歌方式で流した。
- 東・的場時代
  - 第42部第11話までと第12話以降で伴奏が大きく異なる。
  - 当初のアレンジは第29部以降のものに近い。なおキーの高さは第11話までが先代の原田・合田版と第17部まで使用されたものの中間程度、第12話以降がG3Kと同じである。
  - 地上波、BS、CSで第42部が再放送された際の主題歌のアレンジは、第1話 - 第11話までの回も、第12話以降のアレンジ版が使用される（差し替えられる）傾向にある。
- 財木・荒井時代
  - キーの高さが、あおい・伊吹版と同じである。
  - 当時の水戸光圀役は本職が歌手の武田鉄矢だったが、本曲が武田本来のジャンル（フォークソング、ニューミュージック）と異なるためか、担当せず。

## CD・レコード
フルコーラスで収録されたバージョンが存在するものは：
- 里見浩太朗・横内正（TVで使用されたものとは異なるレコード版） - テイチク/ユニオンレコード
※EPレコード（1973年発売）・シングルCD（1990年発売）の他、里見浩太朗のベスト盤でもしばしば収録される。
- あおい輝彦・伊吹吾朗（第18部 - 第28部で使用されたバージョン） - テイチク
※シングルCD（1995年発売）の他、『水戸黄門』のサウンドトラック盤に収録。
- 東幹久・的場浩司（第42部第12話以降で使用されたバージョン。サウンドトラック2に収録）

の3種類。
2015年7月22日にテイチクからCD『“あゝ人生に涙あり”スペシャル』を発売。里見浩太朗・横内正とあおい輝彦・伊吹吾朗のフルコーラス版とそれぞれのシングルのカップリング曲である「人生街道」「ふるえて眠れ」、さらに山口瑠美の「音頭“水戸黄門” あゝ人生に涙あり」を収録。各曲オリジナルカラオケも収録されている。
フルコーラスでないが、TVで使用された音源が収録されたものは：
- 杉良太郎・横内正（1番・2番の他、1番だけ及び3番だけを二人同時に歌ったものも存在）
- 里見浩太朗・横内正（主題歌で流れた1番・2番のほか、4番・3番の組合せの歌も存在する）
- 里見浩太朗・大和田伸也
- 里見浩太朗・伊吹吾朗
- あおい輝彦・伊吹吾朗（主題歌で流れた1番・2番の他、1番・3番と1番・2番・3番の組み合わせの歌も存在する）
- G3K（1番・2番もしくは1番・3番を同時に3人で歌唱の2種類がある）
- 原田龍二・合田雅吏（第34部 - 第38部で使用された1番・2番のみ）
- 東幹久・的場浩司（上述の第42部第12話以降の伴奏のもののフルコーラスバージョンのみ）
- 財木琢磨・荒井敦史

があり、『水戸黄門』のサウンドトラック盤に収録されている。東・的場版はサウンドトラック2に、財木・荒井版はサウンドトラック3に収録されている。
なお、里見・大和田の10周年記念劇場映画（1978年）で使用されたレコード版の音源、第30部 - 第32部で使用された橋幸夫・舟木一夫・西郷輝彦らによるソロバージョン、第33部で使用された原田・合田の初期バージョンと第39部 - 第41部で使用された1番・3番バージョン、第42部において第11話まで使用されていた東・的場のバージョンはCDやレコードに収録された例はない。

## カバー
- 杉良太郎が1人で歌ったものがソニーレコードから発売されたアルバムや、オムニバスCD等に収録されている。杉の水戸黄門降板後に番組とは無関係に収録されたものであるため番組で使用された例はない。また番組で使用されたものと比較すると明らかに曲の速度が早い。
- 1999年、山口瑠美が「音頭“水戸黄門” あゝ人生に涙あり」（発売元：テイチク、1999年7月23日発売）としてカバー。カラオケではDAMで配信されている。
- 2009年、仙台貨物がカバー。仙台貨物3枚目のアルバム、『凸(デコ)』（発売元：バップ、2009年10月28日発売）に収録。橋幸夫、原田・合田のアレンジであり、伴奏に変化はない。後述するが、カラオケでは〈仙台貨物〉「ああ人生に涙あり」という曲名で収録されている。
- テレビアニメ『月が導く異世界道中』 - 2021年に放送された第1話のエンディングでは、主人公の深澄真（声 - 花江夏樹）が歌唱した。編曲はヨハネス・ニルソン。民族音楽調のアレンジとなっている。また第4話のエンディングでは巴（声 - 佐倉綾音）・澪（声 - 鬼頭明里）が歌唱した。こちらの編曲は高梨康治でヘヴィメタル調のアレンジとなっている。両者とも音楽配信サービスでの配信が行われている。
- 2021年、東京ゲゲゲイがカバー。カバーアルバム『第二次』に収録。音楽配信サービスでの配信が行われている。

## パロディ
- 清水ミチコの持ちネタに、本曲と「銭形平次」を同時に演奏するというものがある[1]。
- 『ドリフ大爆笑』の「ばか兄弟」コントで、「学校に行きたい」という弟（仲本工事）のために、あんちゃん（いかりや長介）が先生となって、家の中に『いかりや学校』を作るというコントの最後に「校歌」と題して、この歌を歌ったことがある。
- 1989年頃放送された湖池屋のスナック菓子「ポップナウ」のテレビコマーシャルは『水戸黄門』のオープニングのパロディとなっており、コマーシャルソングも本曲のパロディが使われていた[2]。ナレーションも、水戸黄門ナレーターを担当していた芥川隆行だった。
- 2009年8月、同局のバラエティー番組『リンカーン』では、画像がリンカーンマークに、歌ったのは浜田雅功、ウド鈴木のコンビ。

## その他
- 京都の京福電気鉄道（嵐電）の車内放送では、番組の撮影を行っている東映太秦映画村や東映京都撮影所の最寄り駅の太秦広隆寺駅のアナウンスの際BGMにこの曲の一節が流れる。
- 2008年6月放送の探偵!ナイトスクープにおいて「水戸黄門のテーマソングは何にでも合う？」というタイトルで取り上げられ、つるはしを使った土木工事や肩たたきなどの映像のBGMに本曲が流され、テンポが見事に合うことが示された。
- イギリスのロックバンドであるオアシスが2005年にリリースした「インポータンス・オヴ・ビーイング・アイドル」のリフの一部が似ている[3]と、一時期話題になったことがある。
- オリックス・バファローズの古田島成龍投手の登場曲として2024年度公式戦で球場に流された。